# Anauxesida amaniensis
Anauxesida amaniensis là một loài bọ cánh cứng trong họ Cerambycidae.